# Cinéma Opéra (Reims)
Ne doit pas être confondu avec le Cinéma Opéra qui se trouve à Lyon
Le cinéma Opéra (ou Cinéma-opéra), aujourd'hui l'Opéraims, est une salle de spectacle de Reims ouverte en 1923. Le cinéma a été déplacé de la rue de Thillois à la place Drouet-d'Erlon en 2019 et renommé Opéraims.
Le bâtiment de la rue de Thillois est détruit et reconstruit en immeuble d'habitation et de commerce en 2021, mais sa façade classée en 1981 est préservée.

## Historique
Le cinéma Opéra trouve ses origines dans une salle de gymnastique. C’est en effet au 58 rue de Vesle que s’est installé le cinématographe Aéro-Cinéma (inauguré en 1912) avant la première guerre mondiale.

### Construction et exploitation du cinéma dans la rue de Thillois
Détruit lors d’un bombardement en 1912, le cinéma Opéra est reconstruit en 1922 au cœur de la ville de Reims avec une façade de style Art déco et Art nouveau au 9-11, rue de Thillois, à environ trois cents mètres à l'ouest de la cathédrale.
Le cinéma est l’œuvre des architectes Émile Thion et Marcel Rousseau pour Joyeux et Verbiest. La salle fut inaugurée le 29 janvier 1923. Les sculptures ont été réalisées sur des dessins de Berton et les vitreries ont été l'œuvre du maître-verrier Prost-Lannes.

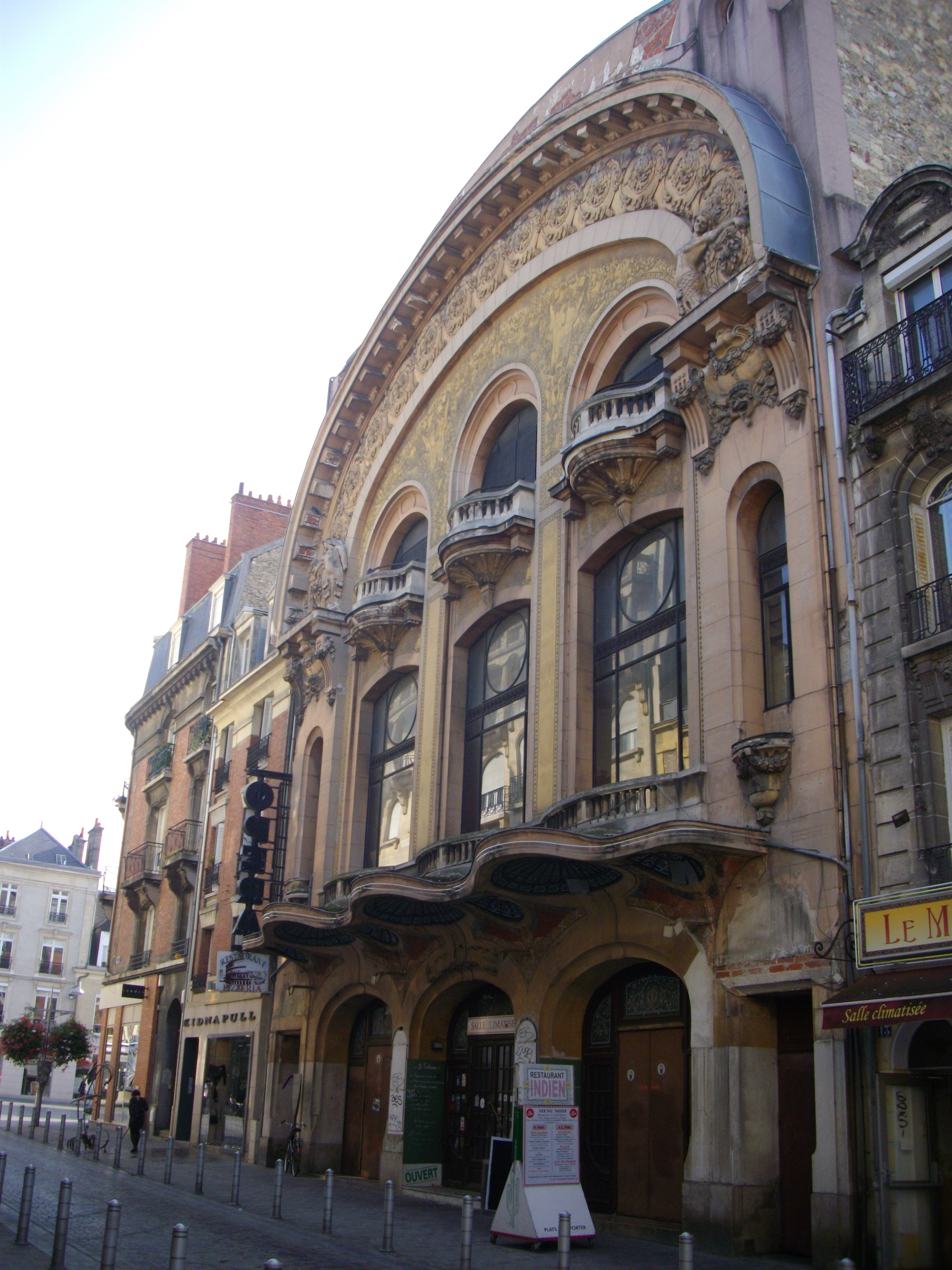
La façade rue de Thillois en septembre 2014.

La façade sur la rue Théodore-Dubois fut détruite en 1926 et l'intérieur réhabilité en 1981 pour accueillir plusieurs salles de projection. En effet, le projet initial remplaçait l'Aéro-cinéma par l'Aéro-palace qui pouvait contenir 1 450 personnes. Son style, riche en couleurs et en arrondis, avait une coupole innovante qui, en s'ouvrant, permettait de voir le ciel.
La façade rue de Thillois est inscrite, depuis 1981, à l'Inventaire supplémentaire des monuments historiques.
L'établissement ferme ses portes le 8 septembre 2019.

### Déplacement du cinéma sur la place Drouet-d'Erlon
De 2017 à 2019, le cinéma est reconstitué sur la place Drouet-d'Erlon (à environ un kilomètre au nord-est de son ancien emplacement) dans les locaux de l'ancien cinéma Gaumont, avec la création d'un multiplexe plus grand et plus moderne de onze salles, et 1 600 sièges. Le nouveau bâtiment est renommé Opéraims en souvenir du cinéma de la rue de Thillois.

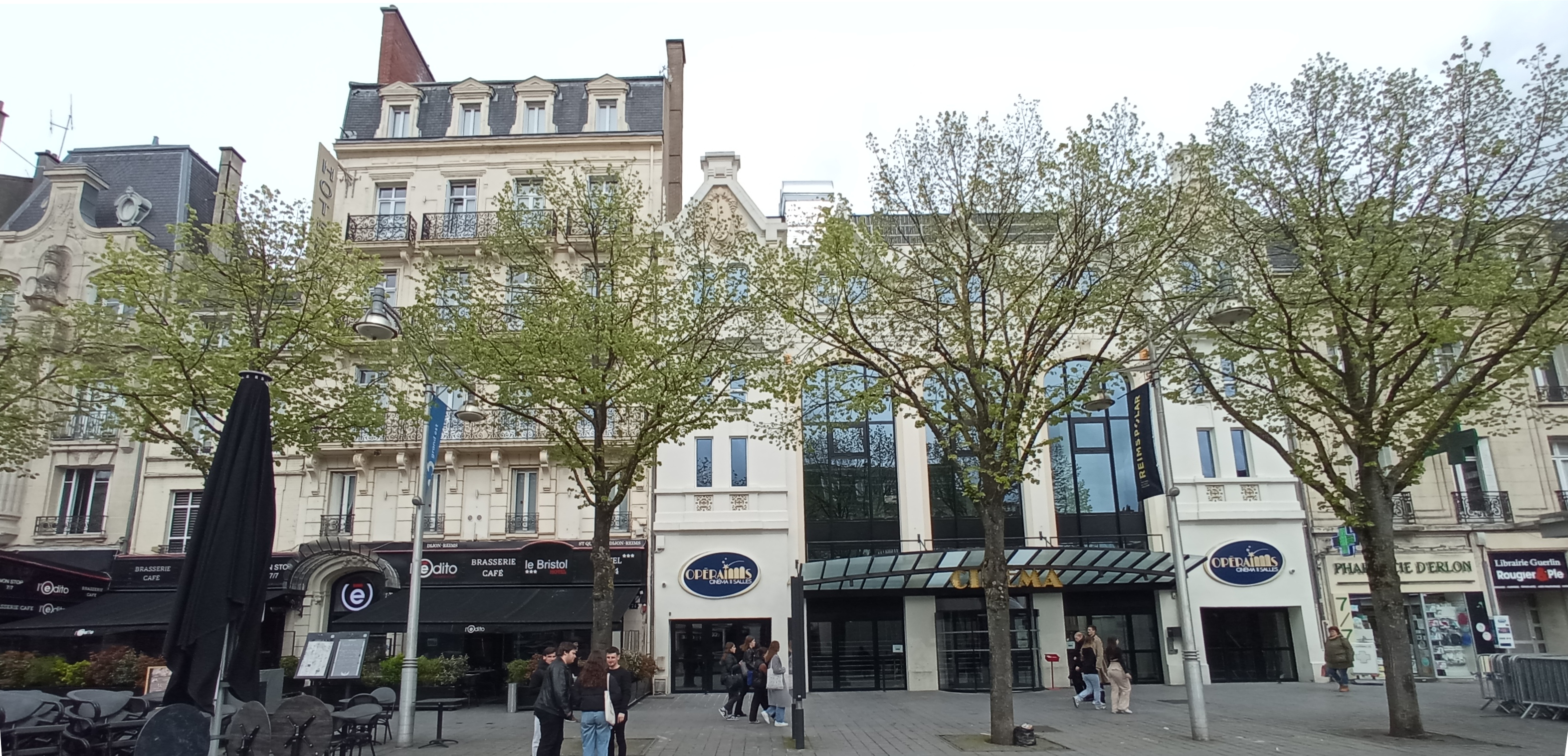
L'Opéraims.

### Destination de l'ancien bâtiment rue de Thillois
En 2021, une opération de construction d'un immeuble d'appartements est réalisé rue de Thillois dans l'ancien cinéma, ce qui entraine sa démolition partielle avec préservation de la façade classée. Celle-ci a cependant perdu à cette occasion ses menuiseries d'origine, dont certaines étaient munies de vitraux art déco.
En 2024, le magasin Mango occupe l'emplacement commercial qui a été créé rue de Thillois.

## Exploitation
Avant 1957 le cinéma Opéra était exploité par le circuit américain Paramount.
En 1957, Pierre Reynaud rachète à la Paramount l’établissement devenu l’Opéra en 1924. Pierre Reynaud décède dans un accident de voiture en juin 1968. C’est son frère Daniel qui entreprend de juillet 1979 à octobre 1981, de gigantesques travaux sur trois niveaux sous la conduite de l’architecte Vincent Wynsberghe. Mission: transformer la salle unique de 1250 places en un complexe de 5 salles avec une grande salle de 784 places avec son Dolby directement aménagée sous la coupole de l’ancienne avec un grand écran là où il y avait le balcon. Quatre autres salles de 246, 124, 101 et 100 places complètent l’équipement.
Destin cruel, le 24 janvier 1986 Daniel Reynaud perd aussi la vie dans un accident de voiture. Jean-Fabrice Reynaud, son neveu, rachète le complexe familial. En 1991, après l’acquisition d’un terrain mitoyen de gros travaux permettent d’adjoindre un salle de plus, de 75 places, au complexe. Depuis 1986, le cinéma Opéra puis l'Opéraims sont donc exploités par les Cinémas Reynaud, circuit fondé par l'exploitant emblématique Jean-Fabrice Reynaud.
L’Opéraims est l’un des rares multiplexes indépendants de centre-ville à proposer autant d’art et essai que de cinéma grand public. Projections en version originale, animations, dispositifs d’éducation à l’image : le travail qui se faisait à l’Opéra est poursuivi aux côtés des derniers blockbusters.
Le cinéma Opéra était classé « art et essai » par le Centre Nationale de la Cinématographie et de l'image animée (CNC). Ce classement "art et essai" a pour objectif de soutenir les salles de cinéma qui exposent une proportion conséquente de films recommandés art et essai et qui soutiennent ces films souvent difficiles par une politique d'animation adaptée.En déménageant et en s'agrandissant, le nouveau cinéma Opéraims continue son travail sur ces films plus difficiles, et intensifie son travail d'animation. La structure a fait appel en juillet 2025 auprès du CNC pour pouvoir rebénéficier du classement "art & essai" qu'un effet de seuil lié à la taille de la ville et à la taille de l'établissement lui empêche d'obtenir pour l'instant.